# Rutkiewicze Górne
Rutkiewicze Górne (biał. Горныя Руткавічы, ros. Горные Рутковичи) – wieś na Białorusi, w rejonie korelickim obwodu grodzieńskiego, około 6 km na południowy zachód od Korelicz i około 18 km na południowy wschód od Nowogródka.
Od co najmniej I wojny światowej istnieją tu obok siebie dwie wsie: Rutkiewicze Górne i Rutkiewicze Nowe, której centrum znajduje się kilkaset metrów na południowy wschód od centrum wsi Rutkiewicze Górne. Folwark Rutkiewicze stał około 900 m na zachód od centrum wsi Rutkiewicze Górne.

## Historia
Dobra Rutkiewicze co najmniej od XVIII wieku były własnością rodziny Wyganowskich i pozostawały w jej rękach do 1939 roku. W połowie XIX wieku właścicielem majątku był Aleksander Wyganowski, który otrzymał go w posagu w wyniku małżeństwa ze swoją stryjenką. Z małżeństwa z Maksymilią Łukaszewiczówną miał on troje dzieci, spośród których Rutkiewicze odziedziczył ich młodszy syn, Bohdan, który był ostatnim właścicielem majątku.
Po III rozbiorze Polski w 1795 roku Rutkiewicze, wcześniej należące do powiatu nowogródzkiego województwa nowogródzkiego Rzeczypospolitej, znalazły się na terenie powiatu nowogródzkiego (ujezdu), wchodzącego w skład kolejno guberni: słonimskiej, litewskiej, grodzieńskiej i mińskiej Imperium Rosyjskiego. Po ustabilizowaniu się granicy polsko-radzieckiej w 1921 roku obie wsie wróciły do Polski, weszły w skład gminy Korelicze, od 1945 roku – w ZSRR, od 1991 roku – na terenie Republiki Białorusi.
W 2009 roku wieś liczyła 43 mieszkańców.

## Dawny dwór

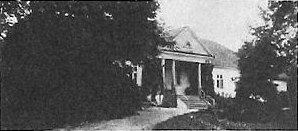
Dwór w dwudziestoleciu międzywojennym

Około połowy XIX wieku wzniesiono tu niewielki dwór, który istniał do II wojny światowej. Był to drewniany, parterowy dom zbudowany na wysokiej podmurówce, na planie prostokąta. Na środku fasady od strony podjazdu był portyk o dwóch parach kolumn podtrzymujących trójkątny szczyt z okrągłym okienkiem. Do domu prowadziło siedem stopni. Dom był przykryty wysokim, gontowym, gładkim, czterospadowym dachem. Budynek początkowo był siedmioosiowy, później dobudowano do jego prawego skrzydła dobudówkę. Wnętrze miało układ dwutraktowy.
Po obu stronach domu stały dwie niewielkie parterowe oficyny, również przykryte wysokimi, gontowymi, gładkimi czterospadowymi dachami. 

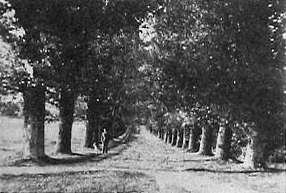
Aleja wjazdowa do dworu przed 1939 rokiem

Dom był otoczony starym ogrodem, przez który prowadziła piękna aleja wjazdowa.
Nic nie pozostało po dworze ani parku.
Majątek w Rutkiewiczach jest opisany w 2. tomie Dziejów rezydencji na dawnych kresach Rzeczypospolitej Romana Aftanazego.